# Александар Брджанин
Александар Брджанин (серб. Александар Брђанин; нар. 18 січня 1981, Любляна, СФРЮ) — сербський та боснійський футболіст, нападник та півзахисник.

## Життєпис
Народився у Любляні, СР Словенія, розпочав свій футбольний шлях у молодіжній академії белградської «Црвени Звезди», проте його першим дорослим клубом став інший сербський колектив, ОФК Белград. Після цього Александар вирішив переїхати до України, й у 2002 році підписав контракт з представником вищої ліги чемпіонату України, запорізьким «Металургом». У футболці «металургів» дебютував 7 липня 2002 року у нічийному (1:1) виїзному поєдинку 1-го туру вищої ліги чемпіонату України проти сімферопольської «Таврії». Брджанин вийшов на поле на 78-ій хвилині матчу, замінивши Іраклія Модебадзе. Протягом свого перебування у запорізькому клубі у чемпіонаті України зіграв 16 матчів, у кубку України — 2 поєдинки та 3 матчі (1 гол) у єврокубках. У 2004 році залишив Україну, з того часу виступав у боснійських клубах «Леотар» та «Радник» (Бієліна), чорногорських — «Єдинство» та «Ком», а також в угорському «Капошвар Ракочи» та сербському «Слобода» (Ужице).
Влітку 2010 року Александар залишив сербський клуб «Слобода» (Ужице) та відправився до Узбекистану, в «Машал».
З 2011 по 2014 роки захищав кольори клубів «Барч», «Жарково» та «Вршац».